# Памятник А. П. Чехову (Таганрог)
Памятник Антону Павловичу Чехову работы скульптора Иулиана Рукавишникова установлен в Таганроге, в Сквере имени Чехова на территории Красной (бывшей Александровской) площади в 1960 году.

## Памятник

И. М. Рукавишников

Автор скульптуры — Иулиан Рукавишников, член-корреспондент Академии художеств СССР, народный художник РСФСР, лауреат премии Ленинского комсомола, пьедестал работы архитектора Григория Захарова. Высота скульптурной части — 3 м, высота пьедестала — 3 м 15 см. Фигура отлита на ленинградском заводе «Монументскульптура». Гранитные плиты для пьедестала были присланы Мытищинским заводом.
Художественное решение для своего времени отличается определённой смелостью в отображении облика писателя: Антон Чехов изображен молодым человеком, сидящим на камне с книгой, обращённым лицом к улице, на которой родился.
Памятнику Чехову постановлением Совета Министров РСФСР № 624 от 4 декабря 1974 года присвоен статус объекта культурного наследия федерального значения.

## История создания

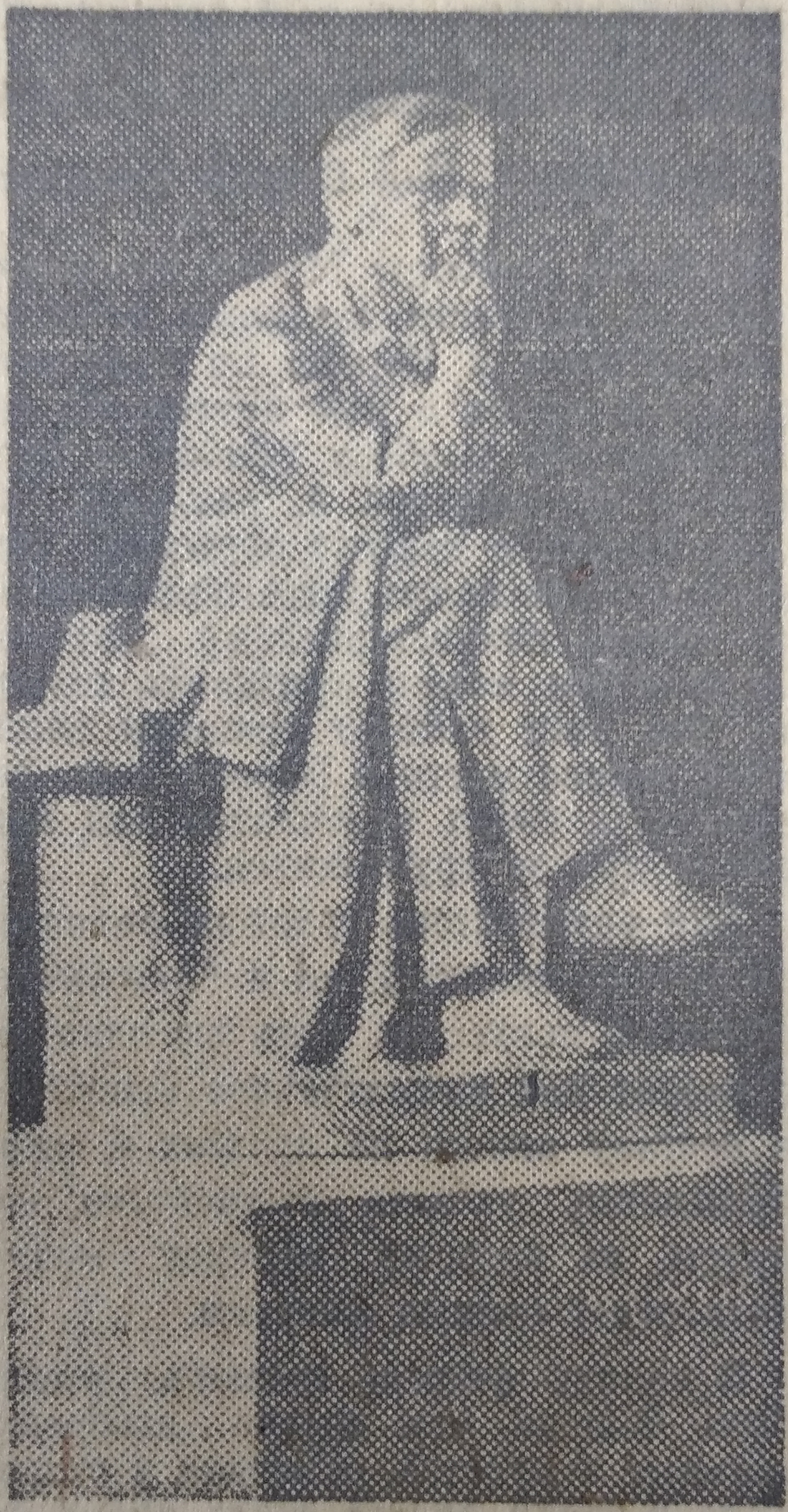
Проект памятника Чехову (1935; ск. В. А. и Н. А. Андреевы)

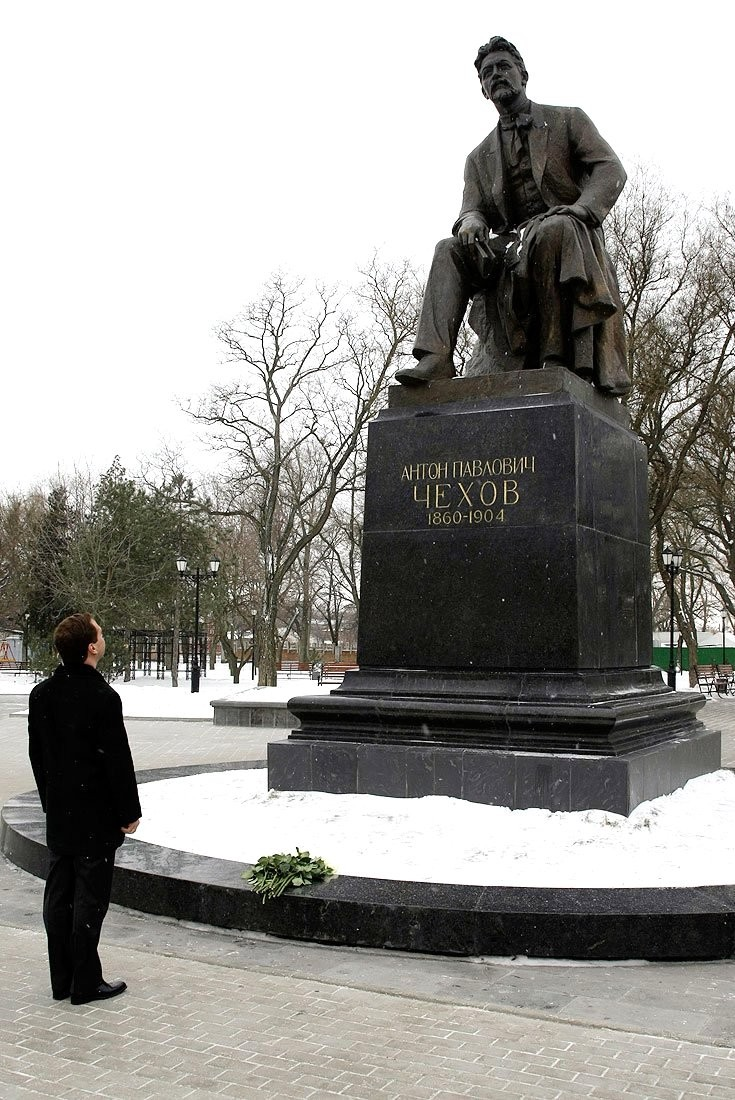
Президент РФ у памятника в дни празднования 150-летия со дня рождения Чехова, 2010 год

Идея о создании памятника Чехову возникла ещё в царской России, когда в июле 1904 года группа жителей Таганрога обратилась в городскую думу с прошением открыть подписку на памятник своему выдающемуся земляку, тогда же начался сбор первых пожертвований.
Решение о сооружении памятника было принято 18 июня 1910 года. В этом же году было получено Высочайшее соизволение на всероссийскую подписку на сбор средств для создания памятника, образован комитет по сбору пожертвований  и проектированию памятника. В состав комитета входили М. М. Андреев-Туркин, И. Я. Шамкович, А. Б. Тараховский, В. М. Чехов и другие.
Архитектор Фёдор Шехтель был избран почетным членом комитета. Члены комитета предприняли обращение к русскому обществу «с призывом сочувственно откликнуться на предпринятое дело. Комитет просит всех, кто любит родную литературу, прийти ему на помощь <…> создание памятника Чехову ответит желанию всей России». Подписные листы были напечатаны в таганрогской типографии А. Б. Тараховского, там были указаны  фамилии жертвователей и сумма средств, внесённая каждым из них. Имена пожертвовавших средства планировалось публиковать в местных газетах. На просьбу таганрогцев откликнулись во многих городах России. Так, например, на создание памятника был перечислен весь сбор с лекции «Поэзия как волшебство», которую прочитал в зале Общественного собрания Таганрога поэт Константин Бальмонт. Однако в царской России памятник Чехову так и не был установлен, реализовать эту идею помешала сначала Первая мировая, а затем Гражданская война.
К 1 января 1920 года для этой цели было собрано 8822 рубля 60 копеек. Однако до середины 30-х годов о памятнике не вспоминали. Лишь в июле 1934, на городском литературном вечере, посвящённом 30-летию со дня смерти писателя, вновь объявили о сооружении в Таганроге памятника Чехову к его 75-летнему юбилею.
В январе 1935 года «решением центральных организаций ознаменование чеховской годовщины общественно-культурными мероприятиями» было перенесено на май и «сосредоточено в Таганроге». Во время праздничных мероприятий планировалось осуществить закладку памятника Чехову.
Проект памятника был выполнен скульптором В. А. Андреевым по эскизу его брата Н. А. Андреева и выставлен в краеведческом музее города. 
31 мая в сквере имени Чехова состоялась торжественная закладка памятника. Первый  кирпич в его основание положила сестра писателя ― М. П. Чехова. Однако в 30-е годы памятник так и не был установлен.
В годы Великой Отечественной войны, в связи с 40-летием со дня смерти писателя, Совет народных комиссаров СССР принял новое постановление о сооружении памятников Чехову в Москве и Таганроге. 15 июля 1944 года в Чеховском сквере освобожденного Таганрога установили бронзовый бюст писателя, отлитый на заводе «Красный котельщик».
Это была копия гипсового бюста работы Веры Морозовой, установленного в 1935 году во дворе музея «Домик Чехова». Бронзовый бюст простоял на Красной площади до 1960 года, пока вместо него на этом месте не был установлен бронзовый памятник работы Иулиана Рукавишникова.
Снова был объявлен  конкурс на создание проекта памятника Чехову. Результаты конкурса  не были обнародованы. Следующий конкурс Министерство культуры СССР провело в 1955—1956 годах. Однако и этот конкурс прошёл безрезультатно. Спустя три года в Москве был объявлен  новый конкурс. На суд жюри было представлено более 30 работ. Художественный совет по монументальной скульптуре, изучив все представленные работы, выделил четыре лучших, а также рекомендовал Таганрогу два проекта, выполненных молодым талантливым скульптором И. М. Рукавишниковым и Ф. Д. Фивейским.
С 20 по 30 марта в Таганрогском краеведческом музее были выставлены четыре лучших проекта  для всеобщего  обсуждения. Свои  замечания и пожелания посетители выставки оставляли в книге отзывов. Большинство жителей Таганрога высказались за проект скульптора И. М. Рукавишникова и архитектора Г. А. Захарова. Памятник решили  установить в дни празднования 100-летия со дня рождения Чехова в сквере его имени. 
Торжественное открытие памятника состоялось 29 января 1960 года при огромном стечении народа. На открытии присутствовал и автор памятника, скульптор Иулиан Рукавишников.